# Cratere Kreiken
Kreiken è un cratere lunare di 29,37 km situato nella parte sud-orientale della faccia visibile della Luna.